# Lancia Flaminia

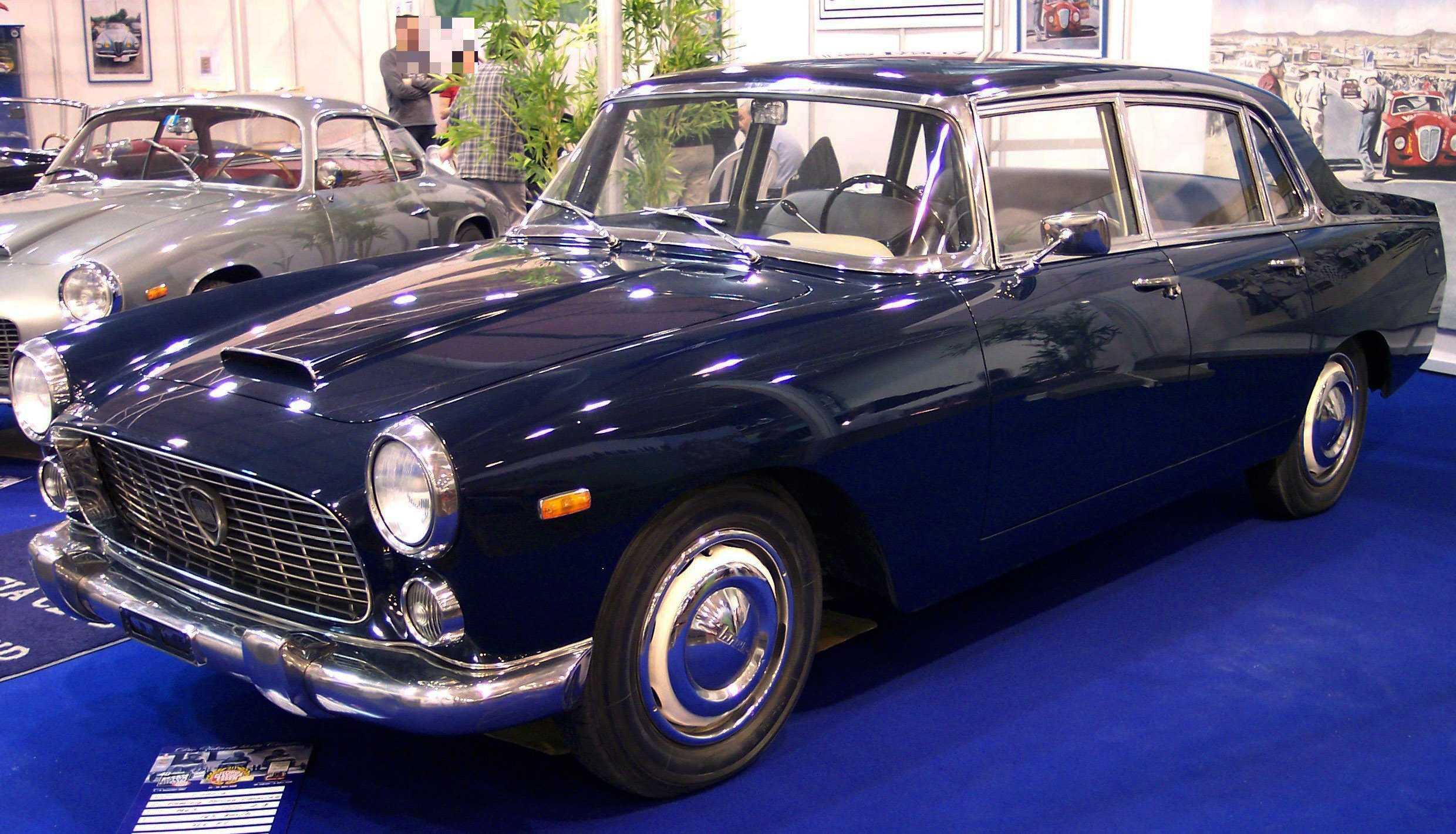
Lancia Flaminia Berlina

Lancia Flaminia — автомобиль престижного класса, выпускавшийся итальянским автопроизводителем Lancia с 1957 по 1970 год. В то время он был флагманской моделью Lancia, заменив Lancia Aurelia. На протяжении всего периода выпуска автомобиль был доступен в форме седана, купе и кабриолета. Для различных конфигураций Lancia Flaminia поставляли свои кузова самые именитые итальянские автокомпании. За 13 лет было продано 12633 автомобиля.

## Название
Модель Flaminia была названа в честь Фламиниевой дороги, дороги, ведущей из Рима в Ариминум (Римини). Таким образом была соблюдена установившаяся традиция Lancia называть отдельные модели в честь римских дорог.

## Разработка

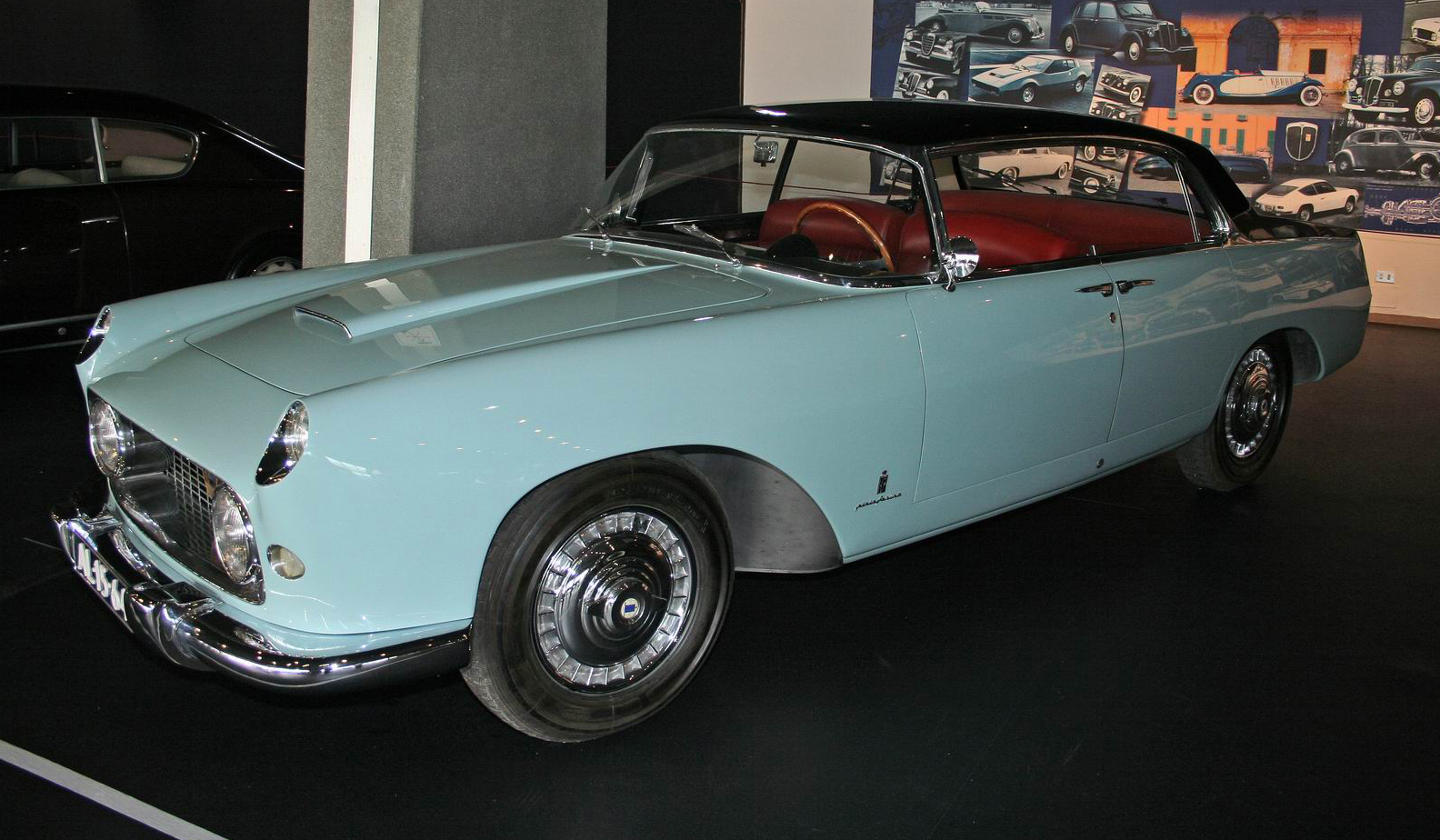
1955 Lancia Florida Berlina

Шасси Flaminia стало развитием шасси Aurelia, но было значительно модернизировано. Передняя подвеска была изменена на более традиционную конфигурацию с двойными поперечными рычагами, пружинами, телескопическими амортизаторами и антипробуксовочной балкой. Задняя подвеска осталась как на Aurelia. Первая Berlina была доступна с барабанными или дисковыми тормозами, все остальные модели использовали только диски. На них устанавливались радиальные шины Pirelli Cinturato 165H400 CA67.